# Economía del Porfiriato
La economía del porfiriato fue un periodo de cambios muy  importantes 
en el territorio mexicano, principalmente en lo del ámbito económico debido a la inversión extranjera. Este ciclo que duraría 39 años, se inició en 1872, con la victoria del General Porfirio Díaz sobre los lerdistas e iglesias; que acabaría en 1916, con el estallido de la Revolución mexicana; lo cual remató con el exilio del mandatario en Francia. Así México presentaría un gran crecimiento motivado por estas inversiones, que consigo trajeron infraestructura para ferrocarriles y medios de comunicación como el teléfono, el telégrafo y la electricidad. Sin embargo, fueron tiempos marcados por la discrepancia económica, la separación de los sectores sociales; así como crecimiento excesivo de ciertas zonas, respecto del rezago de otras, por lo que la balanza de pagos creció desfavorablemente para México. El régimen de Porfirio que se amparaba bajo los lemas de “orden y progreso” y “poca política, mucha administración”, no respondió de manera cabal a sus programas ni cumplió con todos sus retos. 
Porfirio Díaz  recibiría una administración en quiebra; castigada por la deuda externa e interna; además de la baja recaudación de impuestos, el escaso comercio y la casi nula industria local. Como consecuencia de esto, se implementó un mayor control de los ingresos, a la vez se redujeron los gastos públicos; asimismo, se crearon nuevos impuestos que, a diferencia de los gobiernos anteriores, no gravaban u obstaculizaban el comercio, en especial las importaciones. Por consiguiente, gracias a un nuevo préstamo, reestructuraron toda la deuda de oro, lo cual a su vez les permitió generar certeza al exterior, como a los inversionistas y obtener la estabilidad de los mercados. Al cabo de lo anterior, con los años el gasto gubernamental no superó a los ingresos e incluso, a partir de 1897, se registraría un superávit en la economía nacional, como no se había logrado desde la instauración de la república.
Una vez logrado el superávit, se pudo invertir en obras públicas y en comunicaciones. Los recursos se emplearon principalmente en puertos; pero más en ferrocarriles, que beneficiaron el comercio exterior con Estados Unidos, Europa y el Caribe; al mismo tiempo que al mercado interior, lo cual favoreció la especialización de las regiones, también, ocurrió a principios del siglo XXxx, cuando comenzó la explotación petrolera en nuestras costas. Por otra parte, como respuesta a un ambiente internacional favorable devino el fomento al desarrollo de la industria y del comercio local, en suma con la transformación en los sistemas de producción que despuntaron notablemente, de tal manera que el país emergería también como pujante exportador de productos agrícolas, minerales y ganaderos.
No obstante lo anterior, era incuestionable el contraste entre la agricultura de exportación y la de consumo, entre industria ligera y pesada, que refleja un aspecto de la desigualdad imperante en el plano de la economía. A ello se le aumentó la desigualdad geográfica, social y educativa, pues algunas regiones se desarrollaron más que otras. Entre ellas el norte, que contó con una economía diversificada (agricultura, ganadería, industria y minería), con una población mayoritariamente urbana, con relaciones salariales modernas y con el mayor índice de alfabetización del país. También hubo una desigualdad entre periodos, pues las etapas de prosperidad se vieron apocadas por épocas de crisis; ejemplo de esto, la ocurrida en la década de 1890 por la caída del precio de la plata, o en 1907-1908 por el retiro de capitales y el descenso en el precio de las exportaciones como consecuencia de la crisis internacional.
En suma, en esta etapa México se convirtió en un importante exportador de materias primas, también de que se produjo en el país la primera revolución industrial. Lo cual muestra, un trato desigual que favoreció solo a algunos sectores, grupos y regiones. Evidentemente fueron muchos los factores que propiciaron el derrumbe del régimen porfirista. De tal manera que, resultaría inadecuado hablar de una crisis, pues lo mejor sería referirse a varias crisis, que se remontaron en los primeros años del siglo los cuales afectaron el plano general del proyecto de nación ejecutado por un gobierno.

## Revolución de la economía del porfiriato
Con el porfirismo la economía mexicana entró en la fase capitalista de la época; sus diferentes áreas de producción fueron incorporadas, en mayor o menor medida, al sistema económico de los países industrializados.
En los primeros años de gobierno el Estado no contaba con suficientes recursos económicos, lo cual cambió apenas en su segunda etapa del porfiriato, una vez logrado el superávit, pudo invertir en obras públicas y en comunicaciones, todo esto tuvo origen al comienzo de la fase capitalista, debido a que se incrementó el ingreso de la inversión extranjera al país. Esta daría un poderoso impulso al crecimiento del mercado interno sobre una base: la de acelerar el crecimiento de los sectores explotadores mineros y agrícolas, expandiendo además la red de comunicaciones mediante la construcción de caminos, puertos y el ferrocarril. El capital extranjero dominaba, casi de manera absoluta, la minería, la explotación petrolera, la banca y los ferrocarriles.
En los años del porfiriato, hacia 1884, las inversiones extranjeras en México ascendían apenas a 110 millones de pesos. En 1911 su monto se elevaba ya a 3,400 millones de pesos.
En este caso encontramos que los ferrocarriles, la minería y la deuda pública absorben al 74.9 % del total de los capitales invertidos en México.
Lo que se advierte en relación con la inversión estadounidense en México es que, en el caso de los ferrocarriles, se mantiene en aumento constante durante el porfiriato, pues de 335 millones en 1880 se pasa a 644 en 1911, lo que significa un crecimiento de 52 por ciento; pero además se nota la interrupción en la década de 1911 a 1920. Por otra parte, en la minería sería el otro sector atrayente de capitales de Estados Unidos de América; también hay un proceso de incremento, en donde lo relevante es que en la década de turbulencia revolucionaria no decrece.
México tuvo que defenderse de los países desarrollados para integrarse al proceso capitalista de producción.
Dicha dependencia se basó en la inversión de capital y tecnología que los empresarios extranjeros -latinoamericanos, británicos, alemanes y franceses - hicieron en México. Mas había otro interés que impulsaba a las potencias industrializadas a invertir en países como México, ricos en recursos naturales pero pobres en dinero y tecnología. Ese móvil era de carácter político y obedecía a la competencia imperialista que se daba entre las potencias por el dominio del mundo. La inversión de capitales y tecnología en México resultaba en provecho de la economía. Si antes no se habían interesado en México, era porque la economía de México era baja, la economía del país no garantizaba la seguridad que exigían para sus capitales y las vidas de sus hombres.
La condición de dependencia con la que la economía mexicana entró al sistema capitalista, todas las ramas de la producción que se desarrollaban en el periodo porfirista estuvieron sujetas a las necesidades del mercado externo. Durante el porfiriato se produjo en México un notable crecimiento económico, una considerable expansión de las vías de comunicación y de los centros urbanos, y una imagen de solidez en el extranjero que el país no había logrado obtener hasta entonces.
En el proceso económico, como en el político, se distinguen dos fases: la primera, iniciada alrededor de 1880 y concluida en 1895, se caracterizó por los esfuerzos gubernamentales tendientes a equilibrar las finanzas, modificando el sistema de impuestos para captar más ingresos, reduciendo al mismo tiempo los gastos presupuestales y pudiendo llegar así a un arreglo de la deuda pública interna y externa, y a la solución de la crisis financiera que azotara el país entre 1891 y 1893. Esta primera fase sentó las bases para que en la segunda (1896-1910) se lograra el equilibrio del presupuesto federal y la obtención de superávits por primera vez en la historia de México.
Es indudable que durante el porfiriato el país creció económicamente, se desarrolló la industria, la minería, la agricultura, se impulsó la construcción de vías férreas. En términos macroeconómicos, México presentaba una situación excelente, Sin embargo, la situación social y económica del pueblo, de los obreros y los campesinos, más del 80% de la población, vivían en la miseria. La riqueza generada por la inversión extranjera asociada en algunas ocasiones con el capital nacional era concentrada solo por unos cuantos. Por lo tanto, podemos asegurar que crecimiento económico no es sinónimo de desarrollo social.

## Economía agrícola
Durante todo el Porfiriato la agricultura desempeñó un papel central en la economía nacional, en la medida que era la principal fuente de empleo, generadora de divisas mediante las exportaciones y por su importante papel en la acumulación de capital. La política agrícola se concentró en facilitar la acumulación de tierras a unos cuantos y el desarrollo de enclaves de exportación. Muy pocas fueron las acciones tendientes a mejorar los sistemas de producción mediante la incorporación de innovaciones tecnológicas, lo cual se reflejó en un pobre desarrollo de la investigación, educación y transferencia de tecnología. 
La producción suficiente de los alimentos fue una de sus principales debilidades debido al carácter rígido de las hacienda, que no fueron capaces de responder a una demanda interna creciente, al mismo tiempo que, al sujetar a la mayor parte de los campesinos por medio del peonaje, impidieron que este sector de productores abasteciera el mercado interno. La producción de trigo, cebada, frijol y chile en 1910 era la misma que en 1877, a pesar del notable aumento de la población. De ahí que los alimentos se encareciera y que productos como el maíz tuvieran que importarse.
Al iniciarse la última década del Porfiriato, el modelo agro-exportado constituía la base del sistema económico que, bajo la perspectiva imperante en aquellos tiempos, introducía al país por el camino del progreso, con una industria apenas incipiente. Las inversiones extranjeras se habían enfocado a la explotación de los productos agrícolas demandados por el sector exportador, entre los que destacaban los siguientes: algodón, azúcar, café, tabaco, henequén, así como el ganado bovino. Dicha explotación se vio favorecida por una serie de leyes y concesiones establecidas por el gobierno porfirista, tanto para el cultivo de la tierra como para la creación de una infraestructura de comunicaciones y transportes al servicio del comercio exterior. Entre las medidas legislativas de referencia, sobresale, por sus implicaciones sociales, la Ley de deslinde y colonización de terrenos baldíos, en realidad una nueva versión de la política de desamortización de las tierras de campesinos indígenas y de tierras comunales, instrumentada por los liberales a mediados del siglo XIX y que exacerbó descontento de los campesinos despojados que se unieron a la revolución maderista.

## Aspectos financieros
Sistema Bancario: Limantour ocupó el cargo de ministro de Hacienda en medio de una crítica situación financiera. Una de sus más importantes medidas fue expedir la Ley General de Instituciones Crédito, en 1897, con el propósito de reorganizar los bancos con un criterio de especialización que consideraba únicamente tres tipos de instituciones: bancos de emisión, autorizados para fabricar moneda en metálico y en billetes; : bancos reaccionarios que otorgarían créditos para fomentar las actividades industriales y comerciales, e hipotecarios que haría de efectuar operaciones de hipoteca sobre fincas urbanas y rurales 
Deuda externa. La renegociación de la deuda externa era un asunto de singular importancia para Limantour, porque aproximadamente el 80% de los ingresos públicos eran absorbidos por el pago anual en razón de los compromisos contraídos con los países acreedores. En 1899 Limantour aceptó la proposición ofrecida por un consorcio de bancos alemanes e ingleses, según la cual se podrían reconvertir las distintas deudas con el exteriores un solo empréstito global. Pero aquella solución fue momentánea pues la crisis económica de los E.U. en 1900 repercutió en México a través de una nueva depreciación de la plata con la consecuente devaluación del peso y obviamente el aumento de la deuda externa.massi situación de crisis económica obligó al comercio mexicana recurrir a la desventajosa solución de obtener nuevos empréstitos del exterior.
Para 1909 la deuda pública nacional llegaba a los 450 millones de pesos que el gobierno se obligaba a pagar con una cantidad de 42 millones de pesos anuales que equivalían al 30% de los ingresos públicos.
La reforma monetaria de 1905. La inestabilidad monetaria provocada por las continuas fluctuaciones del precio de la plata obligó al gobierno porfirista a llevar a cabo una reforma monetaria consistente en la adopción del patrón oro, estableciendo una relación bimetálica de una cantidad de oro por 32 de plata con lo que prácticamente se aceptaba la devaluación del peso mexicano en un 50%.
Los propósitos de la reforma fueron:
- Equilibrar la relación cambiaria con el exterior.
- Nivelar la circulación interna.
- Promover una política antiinflacionarios.
- Fomentar el desarrollo industrial, agrícola y minero.

Consecuencias socioeconómicas de la oligarquía financiera. Una característica socioeconómica del periodo 1885-1910 consistió en la formación y desarrollo de un sector oligárquico que surgió como resultado del crecimiento económico y de los privilegios que el sistema porfirista otorgó al grupo de los científicos. Al concentrase el poder financiero en aquella élite esta manejó en su propio provecho los depósitos de dinero que hacían las personas particulares a los bancos.

## Comercio y transporte

### Comercio exterior
Durante los años transcurridos entre 1877 y 1889 las importaciones habían sido superiores a las exportaciones, en cambio en años posteriores las facilidades creadas en la primera etapa del Porfiriato hicieron posible un considerable aumento de las exportaciones favorecido también por la progresiva depreciación del peso mexicano. Sin embargo cuando sobrevino la crisis del comercio mundial se contrajo la demanda externa y cayeron los precios internacionales con el resultado negativo para México ya que se redujeran las exportaciones en mayor medida que las importaciones.

### Comercio interior
La importancia comercial de los centros urbanos obedeció a tres factores su densidad de población, el grado de desarrollo productivo y los recursos naturales de cada estado. Por eso las actividades económicas observan un comportamiento homogéneo por zona y en cambio mantienen diferencias respecto del resto del país. La agricultura considerada como actividad primaria durante el porfiriato era generalmente practicada en todo el territorio de la República en tanto que tendió a ubicarse en las zonas Norte, Centro y Pacífico contribuyendo a la rápida comercialización de esas regiones ya que sus productos eran vendidos fuera y dentro de territorio mexicano y con el producto de esas ventas se compraban en distintas zonas los artículos derivados de otras zonas del país. La minería fue un estímulo constante al intercambio comercial mientras que la industria todavía incipiente influía muy poco en el comercio y servía más bien a los intereses de los centro urbanos de población que se desarrollaron en la zona Centro y Norte.

### Transporte
En 1889 Limantour se propuso regular el sistema de concesiones a las compañías ferrocarrileras sobre las líneas que habrían de construirse a partir de 1900 El interés de Limantour en tal regulación obedecía fundamentalmente a la necesidad de resolver la duda que se planteaba respecto de si las empresas tenían derecho de propiedad absoluta sobre las vías material rodante y edificios o si gozaban únicamente del usufructo de los mismos.
Con base en lo anterior La Secretaría de Hacienda expidió el mismo año la Primera Ley General de Ferrocarriles donde establecía que las concesiones serían menos generosas y que solo se otorgarían cuando se tratara de tender líneas férreas destinadas a satisfacer las necesidades económicas del país. De acuerdo con la citada ley, a partir de 1900 las empresas ferrocarrileras deberían:
- Sujetar sus tarifas a la aprobación gubernamental.
- Aceptar que los interventores e inspectores del gobierno observaran las obras y el manejo de los ferrocarriles.
- Transportar gratuitamente toda clase de correspondencia y carga postal.
- Permitir al gobierno el libre uso de sus líneas telegráficas.
- Aceptar la disposición de que ninguna concesión se hiciera por un plazo mayor de 99 años al cabo de los cuales la empresa pasaría a ser del dominio de la nación con todas sus vías equipos e instalaciones.

## Estructura social
En la segunda etapa porfirista la sociedad mexicana presentaba una problemática surgida como consecuencia de la manera que diera incorporada al proceso productivo industrial en un país que había sufrido una prolongada etapa de luchas internas encaminadas a erradicar las estructuras obsoletas heredadas del colonialismo español. Durante el porfiriato el orden y el progreso habían dado sus frutos; México había entrado a la Revolución Industrial. Pero si en los países históricamente avanzados esta se había desarrollado con un precio social muy alto, el precio sería más elevado donde el progreso hubo de ser precedido por la imposición de un orden como fue la llamada paz porfiriana que obligaron al gobierno a conceder trato preferencial a los extranjeros.
La estructura socioprofesional. Las características sociales del periodo muestran cuantitativamente en tres de los censos que se levantaron en el porfiriato y que son considerados como los más confiables de la época. Tales censos corresponden a los años en donde se puede observar como estaba formada la estructura de clases sociales en México durante el lapso en que se diera el mayor auge económico del régimen porfirista al que luego siguió la decadencia del mismo.

## La hacienda pública
Cuando Porfirio Díaz tomó el cargo de presidente de la República, se encontró con una hacienda pública muy precaria producto de las malas administraciones de los presidentes Sebastián Lerdo de Tejada y Juan N. Méndez; buscando sanear el problema de ingresos de la nación, promulga el 8 de enero de 1885 una nueva contribución llamada Renta Interior del Timbre, la cual tendrá una gran importancia en los próximos años.

Durante el tiempo que estuvo Porfirio Díaz en la presidencia, contó con tres Secretarios de Hacienda que vinieron a darle una nueva cara la hacienda pública en México.
El primer Secretario de Hacienda durante él fue Manuel Dublán (1825-1891), abogado y político de ideas liberales nacido en Oaxaca, quien estuvo en el cargo de 1884 a 1891. 
Su aportación más importante fue el decreto sobre la creación de la renta interior del timbre el 6 de enero de 1885, entre los puntos más importantes de esta ley se encuentran:

Gravar con un medio por ciento el valor de la compra y venta de todo tipo de mercancías, y esta misma tasa aplicada al valor de las siguientes transacciones: Ventas de fincas rústicas y urbanas, de bienes muebles e inmuebles. También de hipotecas y donaciones.

Aplicó un diez por ciento a las bebidas alcohólicas extranjeras. También se gravo con un cuatro por ciento sobre el producto de pasajes en ferrocarriles y con un dos por ciento las entradas de los espectáculos públicos de paga.
 
Debido a las grandes controversias que esta ley creó, Manuel Dublán se vio forzado a realizar una reforma a la ley del timbre en el mes de febrero de 1885. 

El segundo Secretario de Hacienda fue Matías Romero (1837-1898), abogado y diplomático nacido en Oaxaca, estuvo en el cargo durante los años 1892-1893, y ya había sido Secretario de Hacienda durante 1868-1872 y 1877-1879. Entre sus aportaciones más importantes se encuentran:

Establecimiento de un impuesto federal a la propiedad de minas, al igual que una reforma a la ley del timbre con respecto a los tabacos labrados y a las bebidas alcohólicas. Reforma la ley del timbre para gravar herencias de la siguiente manera: a favor de descendientes 1%, a favor de colaterales del segundo al octavo grado del 2% y a favor de extraños o parientes del noveno grado en adelante, con un 3%. Realiza otra reforma a la ley del timbre para gravar fianzas, préstamos y arrendamientos. Hubo una disminución en las tasas arancelarias al comercio exterior y se combatió al contrabando, lo que causó un aumento en los ingresos públicos al aumentar las importaciones y las exportaciones. También la creación de vías de comunicación,  las industrias, las grandes propiedades territoriales y la entrada de capital extranjero, recibieron un fuerte impulso. 

El último Secretario de Hacienda durante el gobierno de Porfirio Díaz fue José Yves Limantour (1854,1935), político y el principal financiero en el Porfiriato, debido al total de sus contribuciones a la Hacienda Pública esta se convirtió en una institución sólida y eficiente. Entre sus aportaciones se encuentran: 

El decreto sobre un impuesto federal sobre todo tejido de algodón de producción nacional. Implemento los derechos sobre patente. Modificó los impuestos sobre oro y plata. Realizó varias reformas sobre la ley del timbre. Aumentó la tasa a cigarros y puros recortados. Derogó el impuesto sobre sueldos de empleados particulares. Reforma a la ley del timbre con respecto a despachos y libros de contabilidad, diezmos y explosivos. Realizó un decreto que autorizó al poder ejecutivo a gravar la plata y oro y fijar el valor de estos, decretó el impuesto que deben de pagar los establecimientos metalúrgicos, entre otros impuestos.
Antes del Porfiriato, el dinero destinado a las fuerzas armadas era alrededor del 50%, durante el esplendor del Porfiriato eso disminuyó a menos de la cuarta parte en las finanzas públicas.